# Tipula (Lunatipula) submanca
Tipula (Lunatipula) submanca is een tweevleugelige uit de familie langpootmuggen (Tipulidae). De soort komt voor in het Palearctisch gebied.